# 泰伦托
泰伦托（義大利語：Terento），是意大利波尔扎诺自治省的一个市镇。总面积42平方公里，人口1711人，人口密度40.7人/平方公里（2009年）。ISTAT代码为021096。